# Harley-Davidson Sportster XL 883N Iron
Harley-Davidson Sportster XL 883N Iron – amerykański motocykl typu cruiser produkowany przez firmę Harley-Davidson od 2009 roku.

## Dane techniczne/Osiągi
Silnik: V2
Pojemność silnika: 883 cm³
Moc maksymalna: 53 KM/6000 obr./min
Maksymalny moment obrotowy: 69 Nm/4200 obr./min
Prędkość maksymalna: 170 km/h
Przyspieszenie 0-100 km/h: brak danych